# Raffaella Manieri
Raffaella Manieri, född 21 november 1986 i Pesaro, är en italiensk fotbollsspelare som spelar i försvaret i fotbollsklubben ASD Torres Calcio på Sardinien och i italienska landslaget. Raffaella Manieri har även spelat för ACF Torino i Turin och ASD Bardolino i Verona.
Hon debuterade för landslaget i juli 2007 i en match mot Mexiko, hon var reserv i europamästerskapet i fotboll för damer 2009 och etablerade sig i startelvan under kvalet till VM 2011.